# ميخائيل درير
ميخائيل درير (بالألمانية: Michael Dreyer)‏ هو كاتب وأستاذ جامعي ومؤلف ألماني، ولد في 1953 في كوبورغ في ألمانيا.